# 宫廷教堂 (因斯布鲁克)

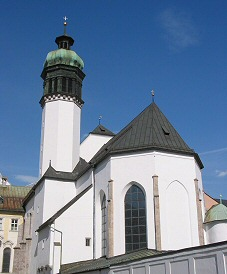
宫廷教堂

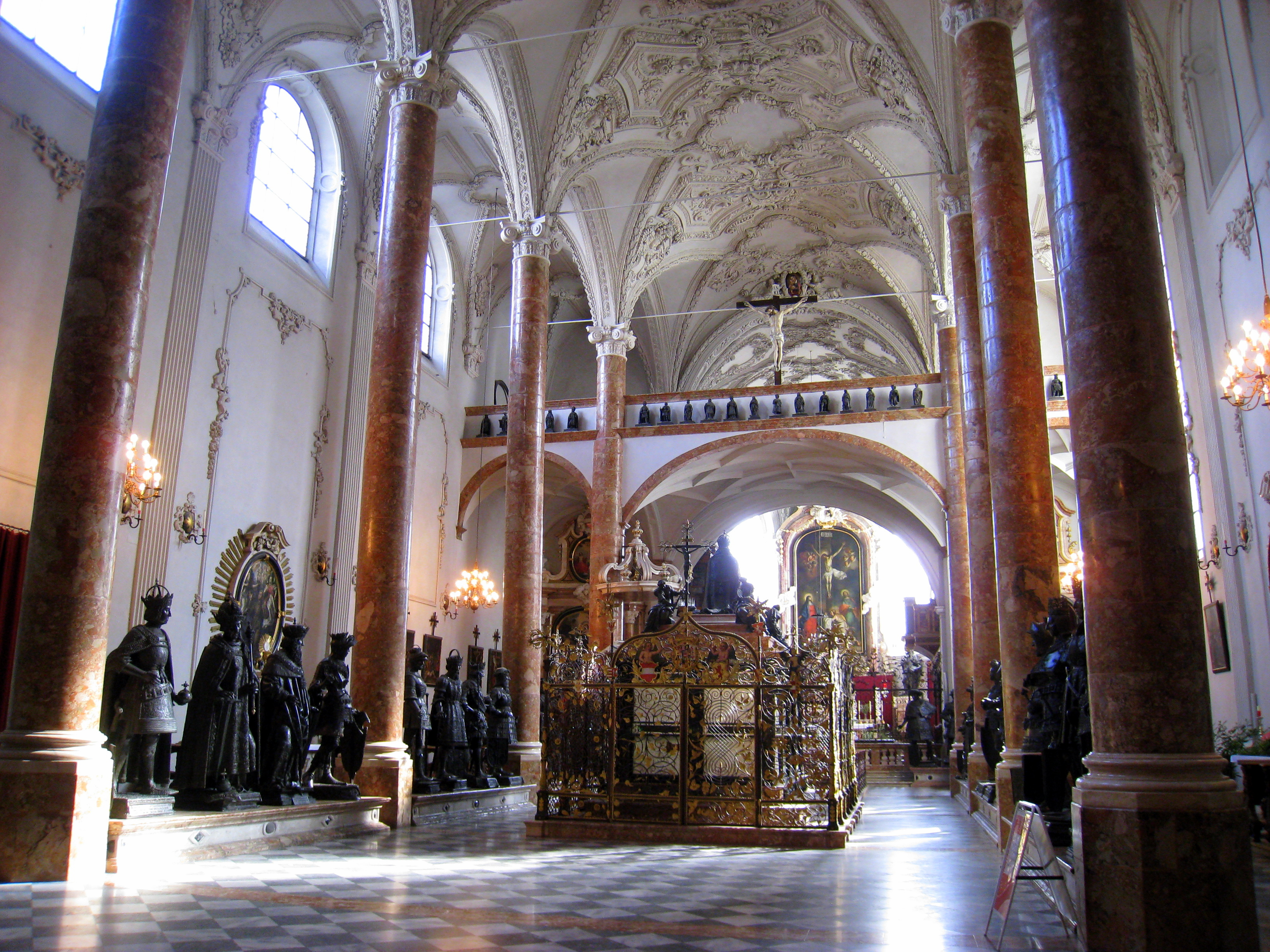
内部

宫廷教堂（Hofkirche）是奥地利因斯布鲁克的一座哥特式教堂，由斐迪南一世建于1553年至1563年，纪念他的祖父马克西米利安一世（1459年至1519年），他的衣冠冢拥有非凡的德国文艺复兴 雕塑。蒂罗尔民族英雄安德烈亚斯·霍费尔墓也在这里。
虽然马克西米利安一世指示，他要葬在维也纳新城的城堡小教堂，但斐迪南一世还是计划在因斯布鲁克建设新的教堂和修道院，作为适当的纪念。然而，最后，马克西米利安一世葬在维也纳新城简朴的墓中，而因斯布鲁克宫廷教堂仅仅作为衣冠冢。
这座教堂位于大学街2号，是由特伦托的建筑师安德烈·克里韦利设计。
祭台是由维也纳宫廷建筑师尼古拉Pacassi于1755年设计。 

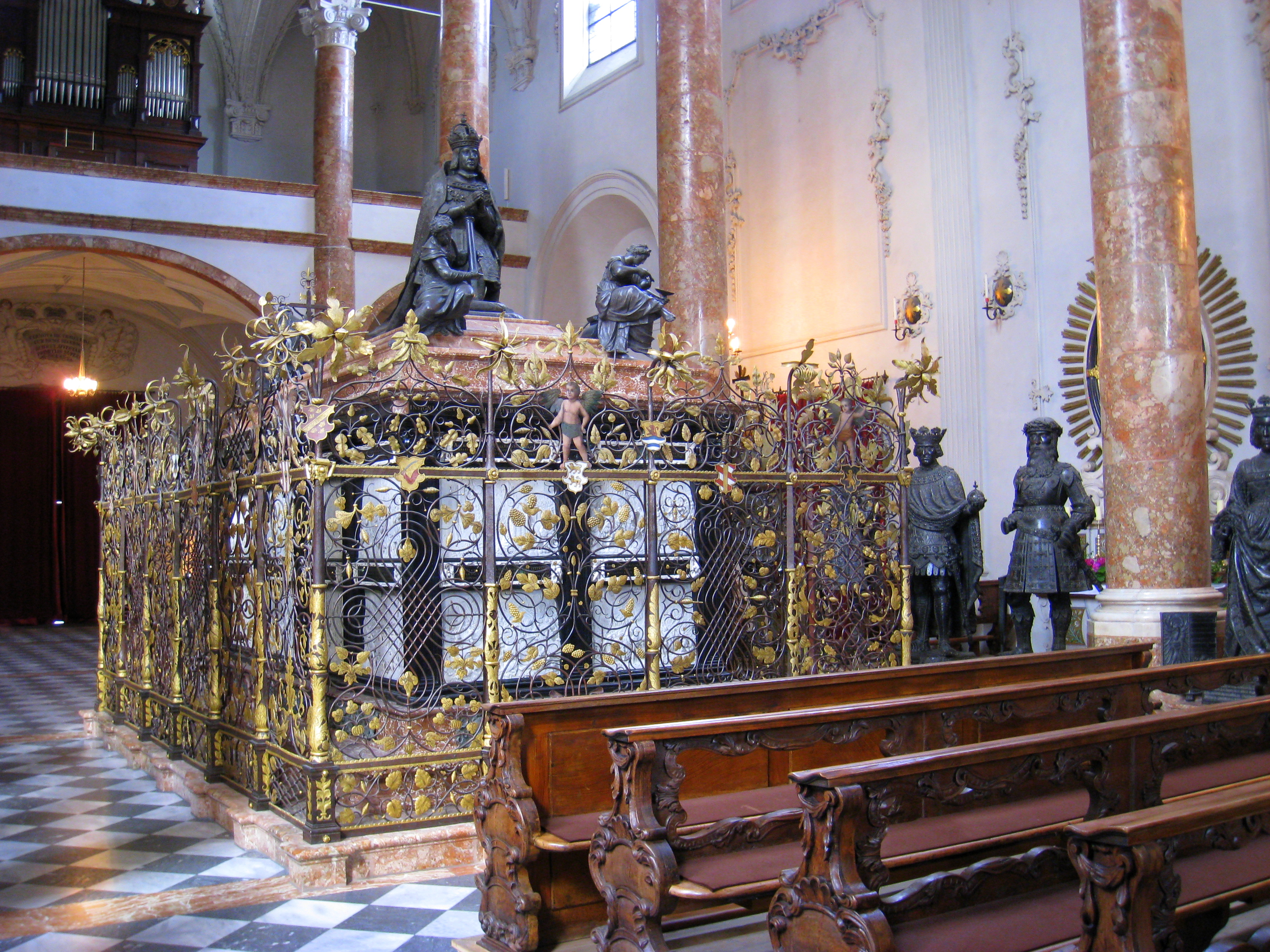
马克西米利安一世衣冠冢

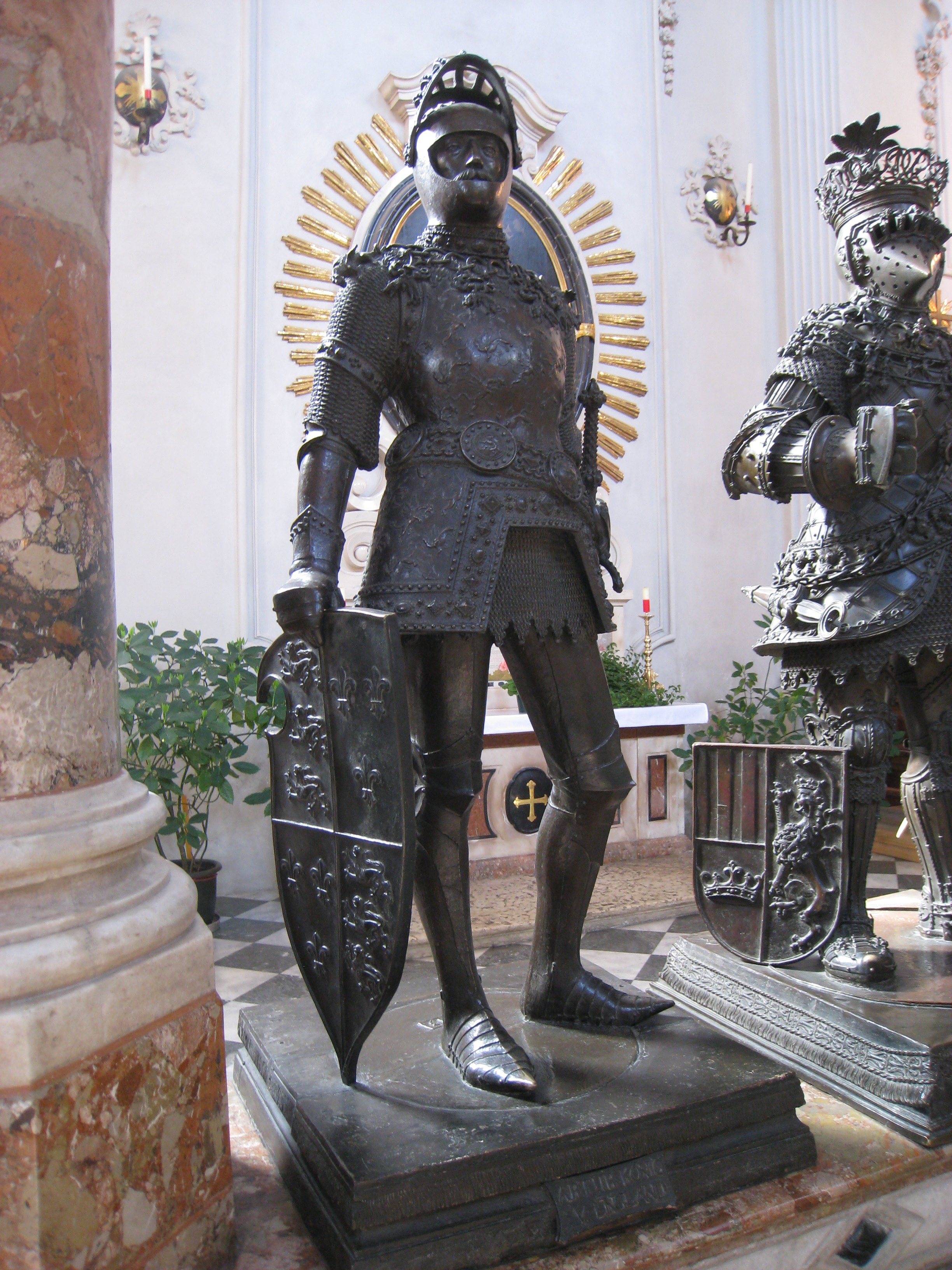
亚瑟王雕像